# Cupolă pentagonală alungită
În geometrie cupola pentagonală alungită este un poliedru convex construit prin alungirea unei cupole pentagonale (J5) prin atașarea unei prisme decagonale la baza acesteia. Este poliedrul Johnson (J20). Având 22 fețe, este un doicosaedru.
Poliedrul poate fi văzut ca o ortobicupolă pentagonală alungită (J38) cu unul dintre „capace” (o cupolă pentagonală) îndepărtat.

## Mărimi asociate
Următoarele formule pentru arie A și volum V sunt stabilite pentru lungimea laturilor tuturor poligoanelor (care sunt regulate) a:
{\displaystyle A=\left(15+{\sqrt {{\frac {5}{8}}\left(80+31{\sqrt {5}}+{\sqrt {2175+930{\sqrt {5}}}}\right)}}\right)a^{2}\approx 26,579749\,a^{2},}
{\displaystyle V={\frac {1}{6}}\left(5+4{\sqrt {5}}+15{\sqrt {5+2{\sqrt {5}}}}\right)a^{3}\approx 10,018254\,a^{3}.}

## Poliedru dual
Dualul cupolei pentagonale alungite are 25 de fețe: 10 triunghiuri isoscele, 5 romboedre și 10 patrulatere:
| Dualul cupolei pentagonale alungite | Desfășurata dualului |
| ----------------------------------- | -------------------- |
|                                     |                      |